# Văršec
Văršec (bulharsky Вършец) je město ležící v severozápadním Bulharsku, na severních svazích Staré planiny. Je správním střediskem stejnojmenné obštiny a má okolo 6 tisíc obyvatel.

## Historie
Nejstarší osídlení v místě je římské, jak dokládají vykopávky lázní poblíž zdejších minerálních pramenů. V osmanských dokumentech ze 16. století ho nalezáme pod jménem Virišniče. Zlomové datum pro obec byl rok 1850, kdy byl zdejší minerální vodou vyléčen první nemocný. V roce 1910 zde byly postaveny první státní minerální lázně. V roce 1924 bylo poblíž lázní postaveno kasino, které se také nazývalo carským kasinem, protože ho navštěvoval princ Cyril, bratr cara Borise. V roce 1930 se ukázalo, že kapacita lázní je nedostatečná, a byly rozšířeny o druhou, větší budovu v klasicistním stylu, kterou pojmenovali Nova baňa. Po obou stranách platanové aleje vznikly nové vily a hotely. V roce 1934 byl v centru města zřízen park Slănečna gradina o rozloze 80 ha se zavlažovacím kanálem. V oněch letech se Văršec stal oblíbeným letoviskem bulharské smetánky. Văršec si uchoval postavení léčebných lázní přes všechny společenské změny. V roce 1964 k němu byly připojeny některé sousední vsi a byl povýšen na město.

## Obyvatelstvo
Ve městě žije 5 913 obyvatel a je zde trvale hlášeno 6 497 obyvatel. Podle sčítání 1. února 2011 bylo národnostní složení následující:
- Bulhaři: 4 540 (77.2 %)
- Romové: 1 294 (22.0 %)
- Turci: 4 (0.1 %)
- ostatní: 41 (0.7 %)